# Taseopteryx eurynipha
Taseopteryx eurynipha är en fjärilsart som beskrevs av Turner 1902. Taseopteryx eurynipha ingår i släktet Taseopteryx och familjen nattflyn. Inga underarter finns listade i Catalogue of Life.